# Saxobeat II
Singles
1. Lemonade
Sortie : 12 juin 2012
2. Cliche (Hush Hush)
Sortie : 26 septembre 2012
3. All my People (Alexandra Stan vs. Manilla Maniacs)
Sortie : 3 mai 2013

Saxobeat II est le deuxième album de l'artiste Roumaine dance - electro - pop Alexandra Stan.
Le premier extrait de cet album se nomme Lemonade, sorti le 12 juin 2012 ainsi que le clip.
Son deuxième extrait est Cliche (Hush Hush) qui est sortie le 26 septembre 2012 et le clip
le 3 octobre 2012. Le troisième extrait est All My People sorti le 3 mai ainsi que son clip.
L'album ne sortira pas avant Octobre 2013.

## Historique et Développement
Alexandra Stan est parti en studio juste après la sortie de Saxobeats car il n'a pas reçu le succès espéré.
Elle enregistre une dizaine de chansons dont Lemonade, Cliche (Hush Hush) & All My People jusqu'au jour où, elle se fait battre par son producteur à cause d'une dispute de couple. Elle est allée à l'hôpital pendant 2 semaines et, depuis ce jour-là, elle n'est pas retournée en studio et l'album est attendu pour l'automne.